# Eisberg (Oberviechtach)
Eisberg ist ein amtlich benannter Gemeindeteil der Stadt Oberviechtach im Oberpfälzer Landkreis Schwandorf in Bayern.

## Geographische Lage
Der unbewohnte Ort mit Gebäudebestand liegt im Standortübungsplatz des Panzergrenadierbataillons 122
der Grenzlandkaserne in Oberviechtach und wird „Wüstung Eisberg“ bezeichnet.

## Geschichte
Zum Stichtag 23. März 1913 (Osterfest) wurde Eisberg als Teil der Pfarrei Oberviechtach mit drei Häusern und 14 Einwohnern aufgeführt.
Am 31. Dezember 1990 war Eisberg unbewohnt und gehörte zur Pfarrei Oberviechtach.